# Villa Emma Hamilton
Villa Emma Hamilton (nota anche come Villa Emma o Villa Hamilton) è una delle ville storiche di Napoli che si erge a Posillipo.

## Storia
Inizialmente la villa era un "casino" costruito di fronte al Palazzo Donn'Anna, identificato come "Cas. del Mappinola" riportato sulla pianta Carafa di Noja.
La villa divenne proprietà di William Hamilton verso il 1784-85. Con l'arrivo della sua seconda moglie, Emma Lyon nel 1786, la villa prese il nome di "villa Emma".
La villa di via Posillipo si trova su uno sperone tufaceo che domina il Bagno Elena, l'antica spiaggia di Donn’Anna. Nello sperone di roccia, è costruita una galleria che consente di raggiungere il Palazzo Donn'Anna; questa galleria è stata nel tempo chiusa, per divenire una rimessa per barche.
Il piano nobile presenta una terrazza semicircolare che si affaccia sul Golfo di Napoli, affiancata da due altri terrazzi che sono stati, in passato, trasformati in giardino con pergola o decorati semplicemente con vasi. Parte della villa è stata poi distrutta dalla costruzione di via Posillipo.